# Colli di Faenza
Il Colli di Faenza è una DOC riservata ad alcuni vini la cui produzione è consentita nelle province di Forlì-Cesena e Ravenna.

## Tipologie

### Colli di Faenza bianco
| uvaggio                        | Chardonnay min 40 % max 60 %; Possono concorrere, da soli o congiuntamente, Pignoletto min 40 % max 60 %; Pinot Bianco min 40 % max 60 %; Sauvignon min 40 % max 60 %; Trebbiano di Romagna min 40 % max 60 %. |
| titolo alcolometrico minimo    | 11,00 % vol. |
| acidità totale minima          | 5,0 g/l. |
| estratto secco minimo          | 16,00 g/l |
| resa massima di uva per ettaro | 95 q. |
| resa massima di uva in vino    | 70 % |

### Colli di Faenza rosso
|                                | rosso | rosso riserva |
| uvaggio                        | Cabernet Sauvignon min 40% max 60%; possono concorrere, da soli o congiuntamente Ancellotta, Ciliegiolo, Merlot e Sangiovese min 40% max 60%. |               |
| titolo alcolometrico minimo    | 12,00 % vol. |               |
| acidità totale minima          | 4,5 g/l. |               |
| estratto secco minimo          | 23,00 g/l |               |
| resa massima di uva per ettaro | 90 q. |               |
| resa massima di uva in vino    | 70 % |               |

### Colli di Faenza pinot bianco
| uvaggio                        | Pinot bianco 100% |
| titolo alcolometrico minimo    | 11,00 % vol.      |
| acidità totale minima          | 5g/l.             |
| estratto secco minimo          | 16,00 g/l         |
| resa massima di uva per ettaro | 85 q.             |
| resa massima di uva in vino    | 70 %              |

### Colli di Faenza sangiovese
| uvaggio                        | Sangiovese 100% |
| titolo alcolometrico minimo    | 12,00 % vol.    |
| acidità totale minima          | 4,5 g/l.        |
| estratto secco minimo          | 22,00 g/l       |
| resa massima di uva per ettaro | 95 q.           |
| resa massima di uva in vino    | 70 %            |

#### Caratteri organolettici
- Aspetto: rosso rubino
- Olfatto: caratteristico, delicato che ricorda la viola
- Gusto: asciutto, armonico, con retrogusto caratteristico

### Colli di Faenza trebbiano
| uvaggio                        | Trebbiano Romagnolo 100% |
| titolo alcolometrico minimo    | 11,50 % vol.             |
| acidità totale minima          | 5,0 g/l.                 |
| estratto secco minimo          | 16,00 g/l                |
| resa massima di uva per ettaro | 115 q.                   |
| resa massima di uva in vino    | 70 %                     |